# White Mountain (Alaska)
White Mountain es una ciudad ubicada en el Área censal de Nome en el estado estadounidense de Alaska. En el Censo de 2010 tenía una población de 190 habitantes y una densidad poblacional de 36,05 personas por km².

## Geografía
White Mountain se encuentra en las coordenadas 64°40′55″N 163°24′43″O / 64.68194, -163.41194. Según la Oficina del Censo de los Estados Unidos, White Mountain tiene una superficie total de 5.27 km², de la cual 4.67 km² corresponden a tierra firme y (11.4%) 0.6 km² es agua.

## Demografía
Según el censo de 2010, había 190 personas residiendo en White Mountain. La densidad de población era de 36,05 hab./km². De los 190 habitantes, White Mountain estaba compuesto por el 12.11% blancos, el 0% eran afroamericanos, el 81.58% eran amerindios, el 0% eran asiáticos, el 0% eran isleños del Pacífico, el 0% eran de otras razas y el 6.32% pertenecían a dos o más razas. Del total de la población el 1.05% eran hispanos o latinos de cualquier raza.